# Joseph Aspdin

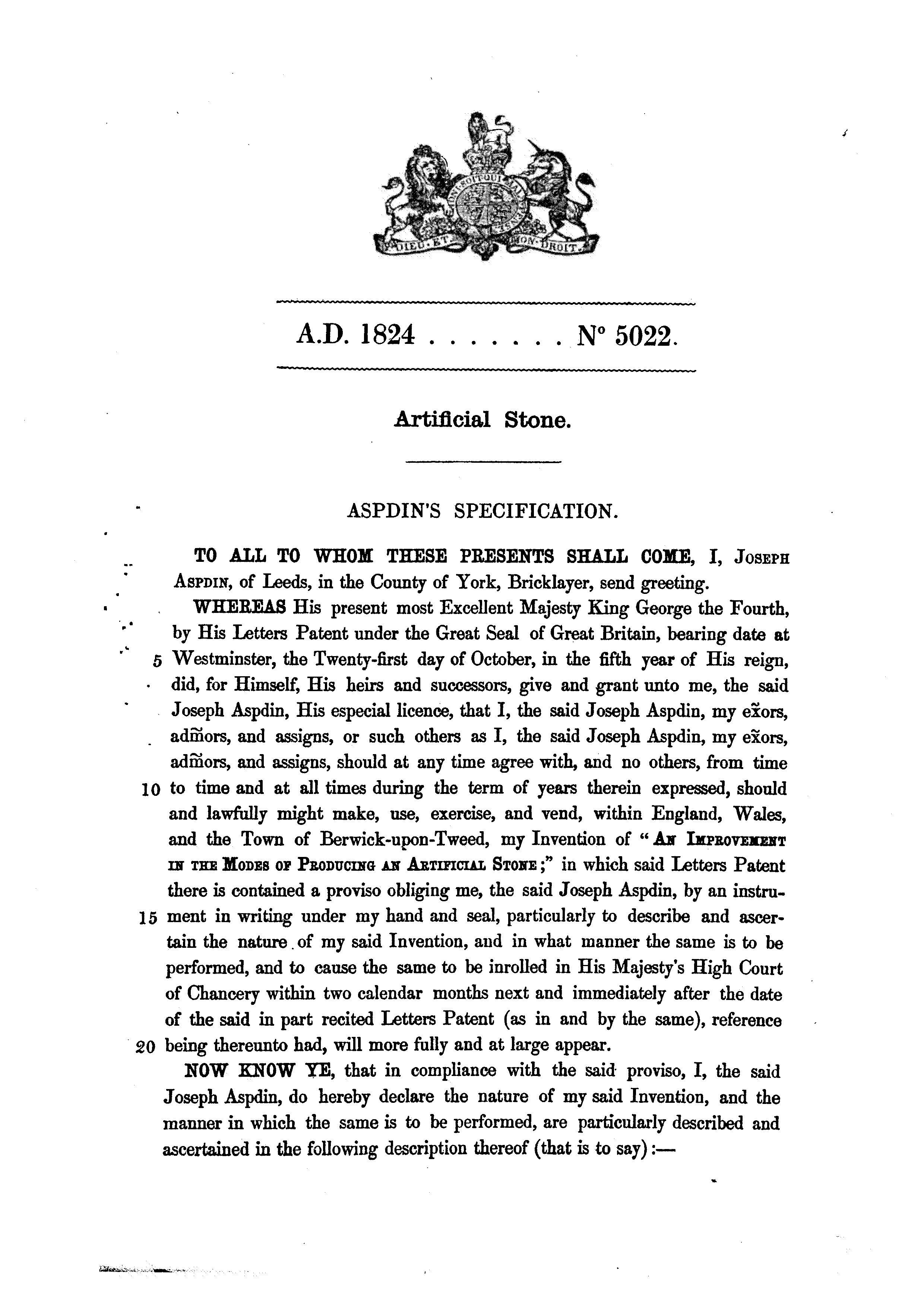
Patent nr. BP 5022, An Improvement in the Mode of Producing an Artificial Stone, Joseph Aspdin, 21.10.1824, strona 1/2

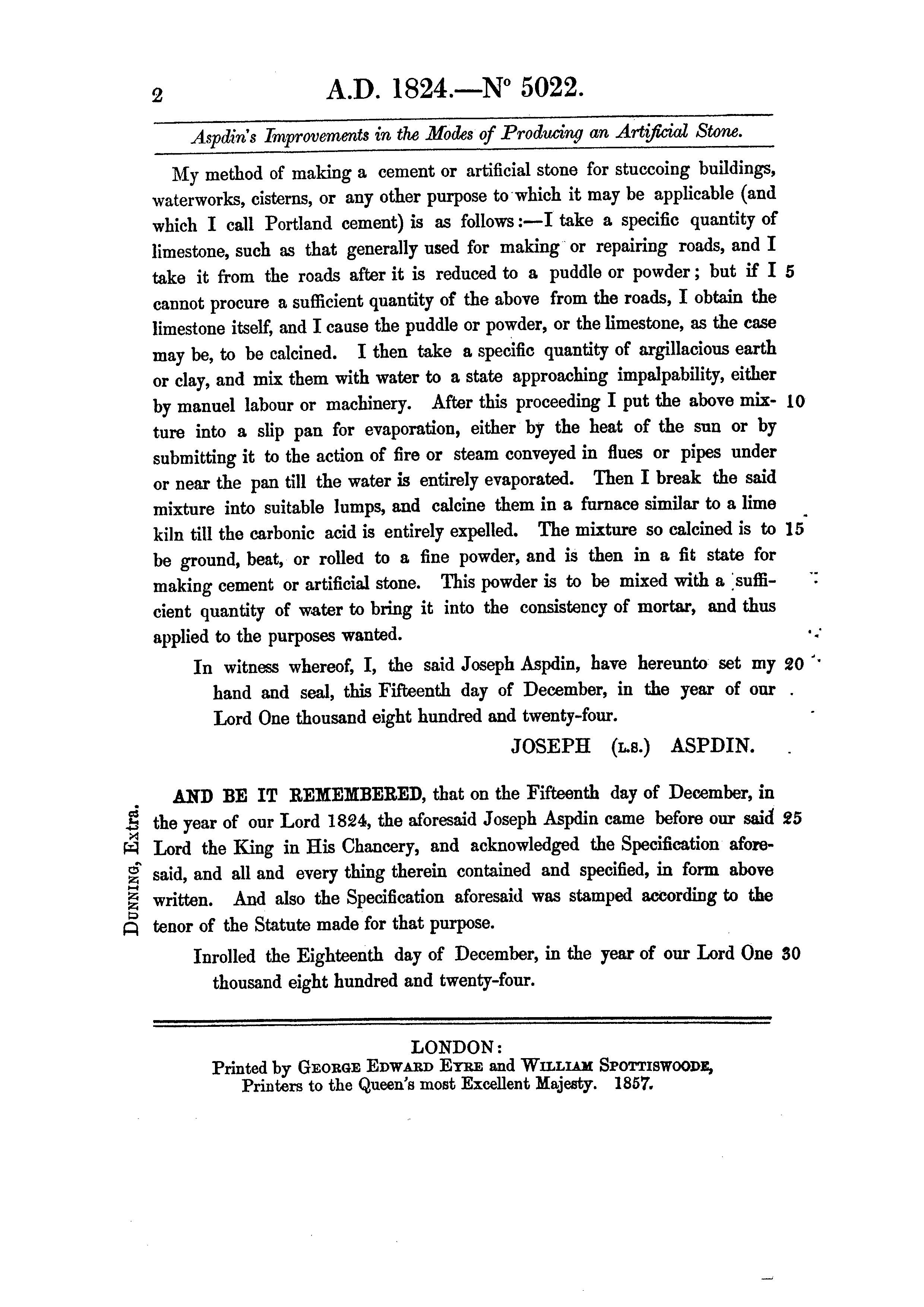
Patent nr. BP 5022, An Improvement in the Mode of Producing an Artificial Stone, Joseph Aspdin, 21.10.1824, strona 2/2

Joseph Aspdin, inna pisownia nazwiska Aspden (ur. w grudniu 1778 w Hunslet, Leeds, zm. 20 marca 1855 w Wakefield) – angielski wytwórca cementu, który 21 października 1824 otrzymał patent na cement portlandzki.

## Życiorys
Był najstarszym z sześciorga dzieci murarza Thomasa Aspdina. Początkowo zaangażowany w firmie ojca, w 1817 otworzył w Leeds własną działalność gospodarczą. Jego kilkuletnie eksperymenty z wytwarzaniem cementu budowlanego zostały nagrodzone patentem brytyjskim (nr BP5022) zatytułowanym: Poprawa sposobu wytwarzania sztucznego kamienia (ang. An Improvement in the Mode of Producing an Artificial Stone). W treści ww. patentu po raz pierwszy użyto sformułowania cement portlandzki przez analogię do wapienia z Portland, oolitowego wapienia budowlanego, wydobywanego na wyspie Portland (Dorset). Produkcję cementu na skalę przemysłową rozpoczął, początkowo wraz z Williamem Beverleyem, w 1825 w zakładzie w Kirkgate, Wakefield. W tym samym roku otrzymał kolejny patent na wykonywanie zaprawy murarskiej. Joseph Aspdin przeszedł na emeryturę w 1844. Jego fabryka cementu funkcjonowała pod kierownictwem starszego syna Jamesa nieprzerwanie do 1900.